# Український академічний фольклорно-етнографічний ансамбль «Калина»
Український академічний фольклорно-етнографічний ансамбль «КАЛИНА» — концертно-театральний заклад культури з міста Київ, генеральний директор — Анастасія Комлікова, художній керівник — Олена Куцевалова.

## Загальні відомості
Ансамбль був створений у 1981 році з метою популяризації та відтворення традиційних обрядів, збереження музикальної, вокальної та хореографічної спадщини української народної культури. Колектив ансамблю «КАЛИНА» гастролює по Україні та за її межами.
У 2003 році до складу ансамблю приєднався ансамбль «Благовість», який своїми яскравими виступами органічно доповнив творчий репертуар концертних програм ансамблю «КАЛИНА».
2004 року ансамблю присвоєно почесне звання «академічного», того ж року він отримав статус «академічного». 2005 року театрально-видовищний заклад «Український фольклорно-етнографічний ансамбль „КАЛИНА“» перейменований в концертно-театральний заклад культури «Український академічний фольклорно-етнографічний ансамбль „КАЛИНА“».
За час існування ансамблю в ньому працювали відомі митці:
- Народний артист України Козаченко Валентин Васильович
- Народний артист України Кужельний Олексій Павлович
- Народний артист України Верес Андрій Миколайович
- Народна артистка України Кумановська Тетяна Миколаївна
- Заслужений діяч мистецтв Дубина Анатолій Степанович
- Заслужений діяч мистецтв Валерій Дебелив
- Заслужений працівник культури Григорій Воронов
- Заслужена артистка України Антоніна Сінькевич

## Творчість
Концертні програми:
- «Золоте перевесло» — презентували обряди календарного та сімейного циклів «Becняний», «Обжинки», «Beсілля», «Різдво»
- «Полісся» — поліські обрядові дійства, непересічний музичний колорит в поєднанні з хореографічними перлинами поліського краю
- «Боричів тік» — приурочена до двадцятиріччя колективу

Вистави:
- 2004 рік — фольк-шоу — опера-гопак «Карась та Султан»
- 2005 рік — народна драма «Чарівниця»
- 2006 рік — фольк-шоу «На калиновому мості»
- 2007 рік — балет-фольк-містерія «Обранець Сонця»
- 2008 рік — прем'єра опери Миколи Леонтовича «На Русалчин великдень»
- 2009 рік — «Козацька вольниця»
- 2010 рік — «Калинова моя Україна»
- 2012 рік — «Україна — козацька держава»
- 2014 рік — «Ще не вмерла Україна» (цикл повстанських, стрілецьких та козацьких пісень)
- 2020 рік — концертна програма «Чотири сезони»
- 2022 рік — «Українська зима», «Казкові історії святого Миколая»
- 2023 рік — концертні програми «Зацвіла в долині червона Калина», «Фольклорне намисто», «Оберіг твого роду»

## Участь у конкурсах
- 1981 рік — «Молоді голоси», місто Харків
- 1992 рік — місто Нант, Франція
- 1995 рік — «Гран-прі», Південна Корея
- 2006 рік — лауреат Міжнародного фестивалю «Ніч на Івана-Купала», Польща